# アツミサオリ
アツミ サオリ（2月2日 - ）は、日本の女性シンガーソングライター、作詞家、作曲家。静岡県磐田市出身。本名は渥美 佐織（読みは同じ）。血液型はO型。所属事務所はビーイングを経て現在フリー。

## 経歴・人物
浜松駅地下道での路上ライブ活動を経て上京する。2004年5月26日、シングル「もう少し…もう少し…」（テレビアニメ『美鳥の日々』エンディング主題歌）で Lantisよりメジャーデビュー。
メジャーデビュー後もしばらくは定期的に路上ライブを行っていた。東京での路上ライブは以前は土曜日の夜9時から渋谷駅前にあるモヤイ像前の路上で行うのが通例だったが現在は休止中。現在も積極的なライブ活動、および楽曲提供を行う。
主な使用ギターは「Gibson J-45」(1964年製)、「Yairi TF-65RB」である。
長年、斉藤和義の熱狂的ファンである。流れ星 (お笑いコンビ)の大ファンでもある。
脳の疾病による手術、入院、加療により2019年11月から活動休止するも
2020年5月26日のデビュー16周年記念日に活動再開。しかし、さらに骨の病気による手術、入院、加療により2021年1月から活動休止。その影響により左下半身に麻痺を負うが、2022年11月に活動再開。

## 作品

### デジタルシングル
1. 青い空が見えない
2006年4月11日
2. 好きになりたい
2008年9月24日
3. 涙の理由
2008年11月26日
4. 以心伝心
2010年5月26日
5. 絆創膏
2010年8月25日
6. Not Over
2018年2月28日
7. 魔物
2018年3月28日
8. うらない
2018年4月28日
9. 果てないナミダ

c/w それでも夜は明ける/笑って 笑って
1. 2019年5月24日

### メジャーシングル
1. もう少し…もう少し…
2004年5月26日 / LACM-4132 / Lantis
2. びいだま
2004年11月26日 / LACM-4167 / Lantis
3. あい
2006年10月25日 / LACM-4305 / Lantis
4. 夢色の恋
2010年8月11日| / LASM-4059 / GloryHeaven

### インディーズアルバム
1. アナタとわたしと君と僕
2004年12月25日 / PCZ-005 / B-Gram RECORDS
2. 空色ノスタルジー
2006年4月26日 / PCT-001 / B-Gram RECORDS
3. Navy Blue
2015年10月21日 / MASR-00001 / MOON AND STAR RECORDS / Compozila
4. 生きているということ
2020年12月21日 / MOON AND STAR RECORDS /

### メジャーアルバム
1. 東京クラムジーデイズ
2007年3月21日 / LACA-5620 / Lantis
2. ミラキュラスハプニング
2013年9月25日 / LACA-15344 / Lantis

### 自主制作カセット / CD / MD
- 真夜中のラジオ
- 黄昏流星群

2002年7月27日

### その他
- NEO GENERATION VOL.1
  - 真夜中のラジオ

2004年4月10日 / PCN-001 / B-Gram RECORDS
- 美鳥の日々 オリジナルサウンドトラック melody
  - もう少し…もう少し… (TV size)

2004年6月23日 / LACA-5287 / Lantis
- げんしけん オリジナルサウンドトラック
  - びいだま (Short Edit)

2004年12月1日 / LACA-9041〜LACA-9042 / Lantis
- くじびきアンバランス オリジナルサウンドトラック
  - あい (TV size)

2006年12月6日 / LACA-5573 / Lantis
- げんしけん Songs for Young & Silly age
  - びいだま
  - あい

2007年12月5日 / LACA-5714 / Lantis
- Tears...for truth 〜true tears イメージソング集〜
  - 宝箱
    - TVアニメ『true tears』仲上眞一郎イメージソング
    - 作詞・作曲：アツミサオリ / 編曲：有永浩二

2008年4月16日 / LACA-5763 / Lantis
- 湯乃鷺リレイションズ
  - 催眠術
    - TVアニメ『花咲くいろは』輪島巴イメージソング
    - 作詞・作曲：アツミサオリ / 編曲：菊谷知樹

2011年6月8日 / LACA-15122 / Lantis
- IKA LOVE
  - 友達
    - TVアニメ『侵略!イカ娘』イメージソング
    - 作詞・作曲：アツミサオリ / 編曲：菊谷知樹

2011年12月7日 / LASA-5098 / GloryHeaven

## 提供
※注意書きがないものは、作詞・作曲で提供。
- 伊藤かな恵
  - セツナラブレター
  - 誘惑マーマレード
  - hide and seek
  - サボテン
  - 星の缶バッジ
  - メタメリズム
    - テレビアニメ『侵略！イカ娘』エンディング主題歌

  - 君がいれば（作詞のみ）
  - パズル
    - OVA『侵略！イカ娘』エンディング主題歌

  - 片想い
  - SHOWER‼︎
  - マイザーズドリーム
  - オレンジ色
  - うまれたしるし（作詞のみ）
  - きっと風は吹く
  - あと3センチ  (作曲 伊藤かな恵/アツミサオリ共作)
- 岩田さゆり
  - 嘘（作詞のみ）
- 金元寿子
  - 君を知ること
    - テレビアニメ『侵略⁉︎イカ娘』エンディング主題歌

  - きらめくひかり（作詞のみ）
- 上木彩矢
  - tear（作曲のみ）
  - January 28 〜two of us〜（作曲のみ）
- 野川さくら
  - アカシア（作詞のみ）
  - あっという間に
- BON-BON BLANCO
  - La La 口笛吹いて行こう（作詞のみ）
- 押水菜子
  - ダイヤモンド
- ソーシャルゲーム『THE IDOLM@STER MILLION LIVE!』キャラクターソング
  - 高槻やよい（仁後真耶子）「ハートウォーミング」（作詞のみ）
- 宮本佳那子
  - 七色の世界
    - 映画『プリキュアスーパースターズ！』エンディング主題歌